# Megascops guatemalae
El autillo guatemalteco (Megascops guatemalae), también recibe los nombres de autillo mesoamericano, autillo vermiculado, lechucita vermiculada, lechuza vermiculada, curucucú vermiculado, tecolote vermiculado, tecolote crescendo y tecolote sapo, es una especie de ave rapaz nocturna que pertenece al género Megascops de la familia Strigidae. Hay actualmente siete subespecies reconocidas.
Tiene un tamaño de 20 a 23 cm, su plumaje es gris rojizo, y a diferencia de los demás miembros del mismo género, tiene plumas que cubren los pies. La cola es relativamente larga, la parte inferior tiene rayas longitudinales y algunas rayas horizontales. Su cara está bordeada de plumas oscuras y tiene mechones relativamente cortos. Los ojos son de color amarillo. El pico es de color verde oliva.
Su canto es un trino vibrante que fácilmente puede ser confundido con un sapo o un insecto.
Su hábitat natural son los bosques tropicales o subtropicales secos, subtropicales o tropicales, bosques húmedos de tierras bajas, subtropicales o tropicales los bosques montanos húmedos y bosques muy degradados.
Es nativo de México, Guatemala, Belice, El Salvador, Honduras, Costa Rica, Nicaragua, Panamá, Colombia, Venezuela, Guyana, Ecuador, Perú, Bolivia, y Brasil.

## Subespecies
Actualmente se reconoce siete subespecies de Megascops guatemalae:
- M.g. cassini (Ridgway, 1878)
- M.g. dacrysistactus (R. T. Moore & J. L. Peters, 1939)
- M.g. fuscus (R. T. Moore & J. L. Peters, 1939)
- M.g. guatemalae (Sharpe, 1875)
- M.g. hastatus Ridgway, 1887
- M.g. thompsoni (Cole, 1906)
- M.g. tomlini (R. T. Moore, 1937)
- M.g. vermiculatus Ridgway (1887)

Algunos de sus subespecies se consideraron miembros de M. vermiculatus u otras especies tales como el M.v. napensis.